# Funivie di Savona
Le funivie di Savona sono un complesso di teleferiche che venne realizzato all'inizio del XX secolo per trasportare il carbone scaricato al porto di Savona fino a un'area di stoccaggio e di smistamento oltre lo spartiacque appenninico, posta in frazione Bragno nel territorio comunale di Cairo Montenotte.

## Storia
L'opera fu progettata dagli ingegneri Antonio Carissimo e Giovanni Crotti e per realizzarla venne costituita la società Les Transports de Savone, fondata a Bruxelles il 14 maggio del 1910 con capitali belgi e francesi. L'obiettivo era quello di trasportare in modo economicamente conveniente il carbone dal porto di Savona all’area industriale di Bragno, nel comune di Cairo Montenotte, scavalcando l'Appennino ligure e superando un dislivello di 520 metri. Da San Giuseppe di Cairo una parte del carbone veniva poi trasferita su treni merci per essere smistata in altre zone del nord Italia. La costruzione della funivia fu affidata alla ditta tedesca Pohlig  e l'impianto entrò in funzione all’inizio del 1912.
All'epoca, con i suoi 18 km circa di sviluppo, era la linea di trasporto aerea più lunga del mondo. Nel 1936 la linea originale venne affiancata da una seconda linea, parallela ed indipendente. Oggi l'impianto è lievemente più corto e misura circa 17 km perché una parte del percorso nella zona di Savona, quella che collega il porto con San Rocco è stata interrata.
A partire dal deposito di monte al trasporto su rotaia si è oggi affiancato quello su gomma.
In seguito agli eventi meteorologici del novembre 2019, che causarono smottamenti del terreno in corrispondenza di alcuni piloni, l'impianto ha cessato di funzionare,  e tutto il trasporto del carbone viene quindi effettuato su gomma,  con pesantissime ricadute sulla viabilità locale in termini di traffico e di incidenti stradali: è stato stimato che in assenza della funivia lo stesso quantitativo di carbone deve essere trasportato da circa 300 camion al giorno.
Nel novembre 2021, a causa del fermo impianti provocato dai danni del maltempo del 2019, la società Funivie S.p.A. è stata messa in liquidazione a partire dal 1 gennaio 2022, stante l’impossibilità di raggiungere l’oggetto sociale. La cassa integrazione per i lavoratori, stabilita dal decreto Cura Italia del 2020 insieme con i fondi per il ripristino degli impianti, è stata prorogata a fine 2022. 
In caso di cessazione della concessione entro il 31 dicembre 2022, l'articolo 5 del decreto infrastrutture n°68, convertito in legge 108 del 5 agosto 2022, individua il Presidente dell’Autorità di Sistema Portuale del Mar Ligure Occidentale quale figura incaricata di eseguire gli interventi necessari per il recupero della piena funzionalità tecnica degli impianti di trasporto a fune, di garantire la continuità dell’esercizio dei servizi di trasporto a basso impatto ambientale e di mantenere gli attuali livelli occupazionali, il tutto nelle more dell’individuazione di un nuovo concessionario provvedendo alla gestione diretta dell’impianto funiviario.

## Caratteristiche tecniche

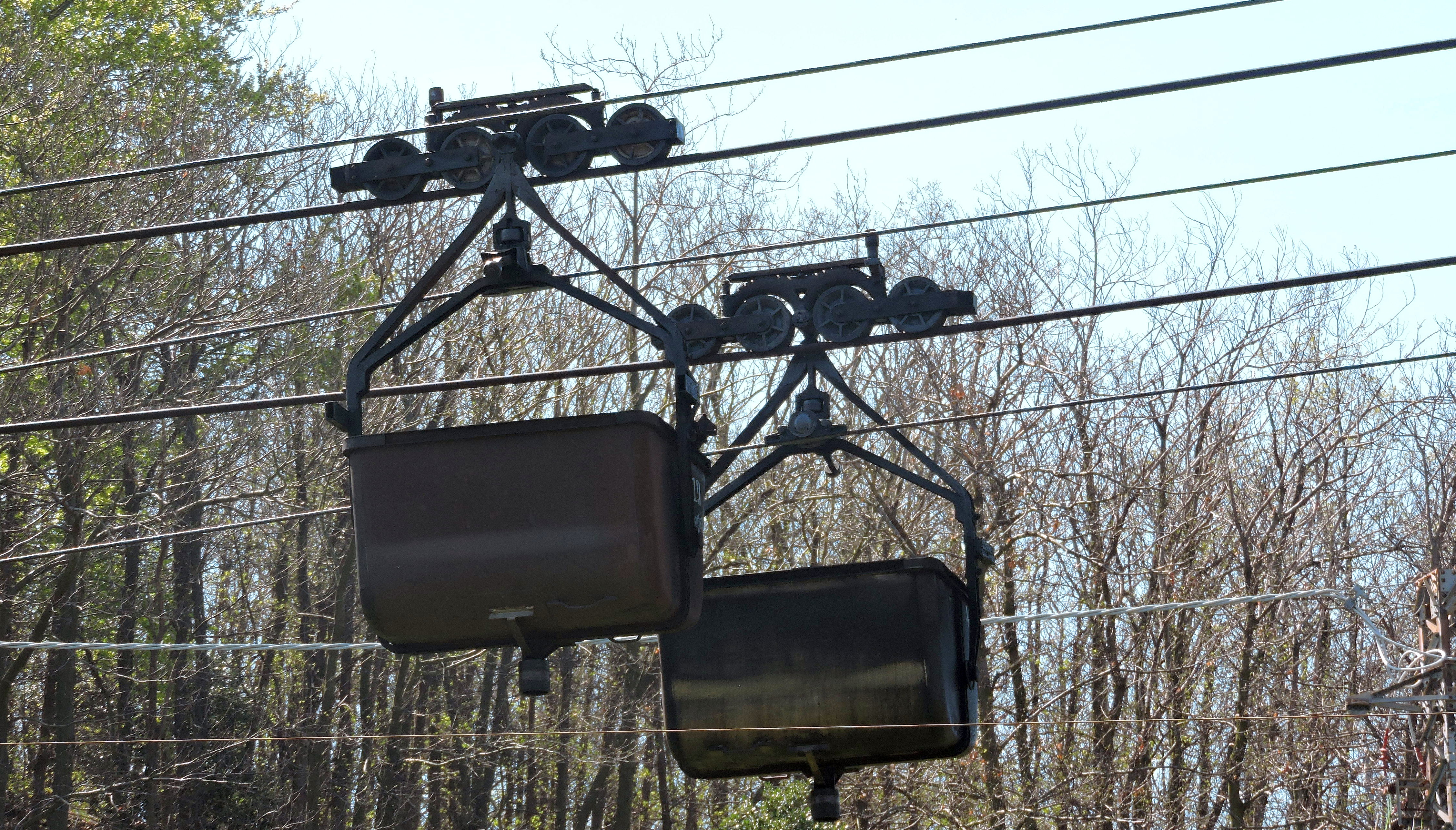
Dettaglio dei vagonetti

Come sistema originario di trasporto fu scelto quello a tre funi ed a movimento continuo. La linea è dotata di quattro stazioni intermedie motrici (San Lorenzo, Ciatti, Cadibona, Sella). Ognuno dei suoi vagonetti ha una portata di 1100 kg. L'area di stoccaggio di monte copre una superficie complessiva di circa 120.000 metri quadrati. In corrispondenza del "parco-deposito" sono attivi impianti di vagliatura e frantumazione del carbone che consentono di soddisfare le diverse esigenze merceologiche degli utilizzatori finale. Attualmente l'area di stoccaggio è a cielo aperto ma è in fase di studio la sua eventuale copertura.